# 長吻似五棘鯛
長吻似五棘鯛（學名：Pentaceropsis recurvirostris），為輻鰭魚綱鱸形目鱸亞目五棘鯛科的其中一種，分布於南澳大利亞及塔斯馬尼亞海域，深度10-260公尺，本魚背部隆起，吻突出、口小，背鰭高而長，尾鰭叉形，體色為白色，體側具有2條寬的深色斜帶，背鰭至額頭亦有1條深色寬條紋，體長可達50公分，棲息在大陸棚底層水域，以陽遂足、多毛類及褐藻等為食，生活習性不明，可做為食用魚。

## 擴展閱讀
維基物種上的相關：長吻似五棘鯛